# Mendoncia pilosa
Mendoncia pilosa är en akantusväxtart som beskrevs av Christian Gottfried Daniel Nees von Esenbeck. Mendoncia pilosa ingår i släktet Mendoncia och familjen akantusväxter. Inga underarter finns listade i Catalogue of Life.